# Louis Gantois
Louis Gantois (Saint-Maur-des-Fossés, 15 novembre 1929 – Cannes, 26 febbraio 2011) è stato un canoista francese.

## Palmarès
- Giochi olimpici

Helsinki 1952: bronzo nel K1 1000 metri.
- Mondiali - Velocità

Mâcon 1954: argento nel K1 1000 metri, bronzo nel K4 1000 metri.